# Klaus Schwabe (Historiker)
Klaus Gerhard Albert Schwabe (* 23. März 1932 in Berlin) ist ein deutscher Historiker. Er war von 1980 bis zu seiner Emeritierung im Jahr 1997 ordentlicher Professor für Neuere Geschichte an der RWTH Aachen. Schwabe beschäftigt sich mit der internationalen Geschichte des 20. Jahrhunderts, insbesondere mit den deutsch-amerikanischen Beziehungen und der europäischen Einigung.

## Leben und Wirken
Klaus Schwabe wurde als Sohn des Rechtsanwalts Eberhard Schwabe und dessen Frau Gerda, geb. Ludwig, in Berlin geboren. Nach dem Besuch der Volksschule in Neuruppin/Mark. und dem Abitur am humanistischen Gymnasium Berlin-Zehlendorf im Mai 1950 studierte Schwabe Geschichte, Englisch und Deutsch an der Universität Erlangen, der Freien Universität Berlin und ab 1952 an der Universität Freiburg. Von 1952 bis 1953 war er Austauschstudent an der Miami University in Oxford, Ohio (USA). Anschließend studierte er in Freiburg Geschichte und Politikwissenschaften. Im September 1958 wurde er in Freiburg bei Gerhard Ritter mit einer Studie über Die deutschen Professoren und die politischen Grundfragen des Ersten Weltkrieges promoviert. Er habilitierte sich bei Erich Hassinger ebenfalls in Freiburg 1969 für das Fach Neuere und Neueste Geschichte mit Schwerpunkt in der amerikanischen Geschichte. Seine erste ordentliche Professur für Mittlere und Neuere Geschichte mit besonderer Berücksichtigung der anglo-amerikanischen Geschichte an der Universität Frankfurt erhielt er 1972. 1980 wurde er ordentlicher Professor für Neuere und Neueste Geschichte an der RWTH Aachen. 1992 wurde ihm eine Jean-Monnet-Professur zuerkannt. 1997 schied er aus dem aktiven Hochschuldienst aus. Sein Lehrstuhlnachfolger in Aachen wurde Armin Heinen.
Schwabe forschte zu den Themen Erster Weltkrieg und frühe Weimarer Republik, deutsch-amerikanische Beziehungen, amerikanische Außenpolitik und europäische Einigung (insbesondere Robert Schuman, Jean Monnet). Auch die „Verstrickungen“ von Hochschullehrern in die Zeitgeschichte waren wiederholt sein Forschungsthema (deutsche Hochschullehrer im Ersten Weltkrieg, Gerhard Ritter, Hans Ernst Schneider / Schwerte). Mit internationaler Beteiligung behandelte und dokumentierte er durch Veröffentlichungen einzelne Ergebnisse seiner Forschung. Dazu gehörten der Schuman-Plan (durch: Historiker-Verbindungsgruppe bei der Kommission der Europäischen Union), das Diplomatische Korps sowie deutsche Hochschullehrer als Eliten (in der Reihe Büdinger Vorträge), die Frankreichpolitik Konrad Adenauers (in der Reihe Rhöndorfer Gespräche) und das Verhältnis Deutschlands zu Westeuropa und den USA. Seine 1997 gedruckten Edition Quellen zum Friedensschluß von Versailles nannte Eberhard Kolb 2005 die „beste derzeit existierende Quellensammlung“ zu diesen Verhandlungen.
Schwabe war bzw. ist Mitglied in der Preußischen Historischen Kommission, Ranke-Gesellschaft, Verbindungsgruppe von Historikern bei der EU, German Studies Association, American Historical Association, Society of Historians of American Foreign Relations, Transatlantic Studies Association, Deutschen Gesellschaft für Amerikastudien, im Verband der Historiker und Historikerinnen Deutschlands, Deutsch-französischen Komitee für die Erforschung der deutschen und französischen Geschichte des 19. und 20. Jahrhunderts, Deutschen Komitee für die Geschichte des Zweiten Weltkrieges.

## Schriften (Auswahl)
Monographien
- Wissenschaft und Kriegsmoral. Die deutschen Hochschullehrer und die politischen Grundfragen des Ersten Weltkrieges. Musterschmidt Verlag, Göttingen 1969 (Teilw. zugl.: Freiburg (Breisgau), Univ., Diss., 1958 u.d.T.: Die deutschen Professoren und die politischen Grundfragen des Ersten Weltkrieges).
- Deutsche Revolution und Wilson-Frieden. Die amerikanische und deutsche Friedensstrategie zwischen Ideologie und Machtpolitik 1918/19. Droste Verlag, Düsseldorf 1971, ISBN 3-7700-0219-9 (Zugl.: Freiburg (Breisgau), Univ., Habil.-Schr., 1969).
  - englische Neubearbeitung: Woodrow Wilson, Revolutionary Germany, and Peacemaking 1918/1919. Missionary Diplomacy and the Realities of Power. University Press, Chapel Hill 1985, ISBN 0-8078-9773-6.
- Woodrow Wilson. Ein Staatsmann zwischen Puritanertum und Liberalismus (= Persönlichkeit und Geschichte. Bd. 62). Musterschmidt Verlag, Göttingen 1971, ISBN 3-7881-0062-1.
- Weltmacht und Weltordnung. Amerikanische Außenpolitik von 1898 bis zur Gegenwart. Eine Jahrhundertgeschichte. 3., aktual. Auflage. Verlag Ferdinand Schöningh, Paderborn 2011, ISBN 978-3-506-74783-9 (Erstauflage: Paderborn 2006).
- Jean Monnet. Frankreich, die Deutschen und die Einigung Europas (= Veröffentlichungen der Historiker-Verbindungsgruppe bei der Kommission der Europäischen Gemeinschaften. Bd. 17). Nomos Verlag, Baden-Baden 2016, ISBN 978-3-8487-3385-9.
- Versailles. Das Wagnis eines demokratischen Friedens. 1919–1923. Verlag Ferdinand Schöningh, Paderborn 2019, ISBN 978-3-657-78239-0.
- Jean Monnet. Bahnbrecher der europäischen Einigung (= Persönlichkeit und Geschichte, Bd. 175). Muster-Schmidt, Gleichen/Zürich 2022, ISBN 978-3-7881-0175-6.

Herausgeberschaften
- Oberbürgermeister (= Büdinger Forschungen zur Sozialgeschichte. Deutsche Führungsschichten in der Neuzeit. Bd. 13). Harald Boldt Verlag, Boppard am Rhein 1981.
- (mit Rolf Reichardt unter Mitwirkung von Reinhard Hauf): Gerhard Ritter. Ein politischer Historiker in seinen Briefen (= Schriften des Bundesarchivs. Bd. 33). Harald Boldt Verlag, Boppard am Rhein 1984 (mit einleitender Biographie Ritters, S. 1–270).
- Das Diplomatische Korps 1871–1945 (= Büdinger Forschungen zur Sozialgeschichte. Führungsschichten. Bd. 16). De Gruyter Verlag, Boppard am Rhein 1985.
- Die Ruhrkrise 1923. Wendepunkt der internationalen Beziehungen nach dem Ersten Weltkrieg. Verlag Ferdinand Schöningh, Paderborn 1985 (2. Aufl. 1986).
- Deutsche Hochschullehrer als Elite 1815–1945 (= Büdinger Forschungen zur Sozialgeschichte. Bd. 17). Boppard am Rhein 1988.
- Die Anfänge des Schuman-Plans 1950/51. Beiträge des Kolloquiums in Aachen, 28.–30. Mai 1986. Nomos Verlag, Baden-Baden 1988, ISBN 3-7890-1543-1.
- Quellen zum Friedensschluß von Versailles (= Freiherr vom Stein-Gedächtnisausgabe. Bd. 30). Wissenschaftliche Buchgesellschaft, Darmstadt 1997.
- (mit Helmut König u. Wolfgang Kuhlmann): Vertuschte Vergangenheit. Der Fall Schwerte und die NS-Vergangenheit der deutschen Hochschulen (= Beck'sche Reihe. Bd. 1204). Beck, München 1997, ISBN 3-406-42004-4.
- Konrad Adenauer und Frankreich 1949–1963. Stand und Perspektiven der Forschung zu den deutsch-französischen Beziehungen in Politik, Wirtschaft und Kultur (= Rhöndorfer Gespräche. Bd. 21). Bouvier Verlag, Bonn 2005, ISBN 3-416-03075-3.